# Champanges
 Champanges  (en francoprovenzal Champenjo) es una población y comuna francesa, en la región de Ródano-Alpes, departamento de Alta Saboya, en el distrito de Thonon-les-Bains y cantón de Évian-les-Bains.
Está integrada en la Communauté de communes du Pays d'Évian.

## Demografía
| ... | ... | ... | ... | abs. | ... | ... | ... | ... | 629 | 511 | 476 | 481 | 504 | 487 | 475 | 465 | 466 | 470 | 450 | 406 | 405 | 425 | 362 | 311 | 335 | 364 | 415 | 457 | 587 | 706 | 753 | 855 |
| Para los censos de 1962 a 1999 la población legal corresponde a la población sin duplicidades (Fuente: INSEE [Consultar]) |     |     |     |      |     |     |     |     |     |     |     |     |     |     |     |     |     |     |     |     |     |     |     |     |     |     |     |     |     |     |     |     |